# عبد الله الخنيزي
عبد الله بن علي بن حسن الخُنَيْزي (1931م) (1350هـ) فقيه جعفري وكاتب وشاعر سعودي. ولد في القلعة من منطقة القطيف في عائلة اثنا عشرية، والده هو الفقيه أبو الحسن الخنيزي. درس في العراق على أبو القاسم الخوئي. عمل في التجارة ثم موظّفًا ثم تفرّغ للفقه والإفتاء. عين قاضيا ورئيسا لمحكمة الأوقاف والمواريث الجعفرية بالقطيف من 2001 حتى 2005. نشر شعره في الصحف والمجلّات العربية. له مؤلفات عديدة في الفقه والأدب ومجموعات شعرية وقصصية مطبوعة ومخطوطة.

## سيرته
ولد عبد الله بن أبو الحسن علي بن حسن بن مهدي بن كاظم القيسي الخنيزي سنة 1350هـ/1931م في قلعة القطيف ونشأ بها على والده الفقيه أبو الحسن الخنيزي. قرأ مقدماته الأدبية والشرعية‌ عنده. دخل الكتاب في سن مبكرة، فقرأ القرآن وتعلم القراءة والكتابة ومبادئ الحساب في سن مبكرة.

في أوائل شوال 1390 هـ/ نوفمبر 1970 هاجر إلى العراق، النجف، لحضور أبحاث الأساتذة، فحضر أبحاث أبو القاسم الخوئي. بقي في النجف مدة طويلة ثم عاد إلى بلده في 1401هـ/1981م مشتغلًا بالتأليف والتحقيق ونشر شعره في الصحف العربية والعراقية وكتب المقالات. عمل في التجارة ثم موظّفًا ثم تفرّغ للفقه والإفتاء.

في 4 صفر 1422/ 28 أبريل 2001 عين قاضيا ورئيسا لمحكمة الأوقاف والمواريث بالقطيف بعد رحيل أخوه عبد الحميد علي الخنيزي، في 14 محرم 1422/ 8 أبريل 2001 واستقال في ديسمبر 2005. وقد أجرى عملية جراحية ناجحة في القلب في فبراير 2005. 

في 3 تشرين الثاني 1961 أصدر مفتى الديار السعودية محمد بن إبراهيم آل الشيخ حكماً بالإعدام عليه لتأليفه كتاباً بعنوان أبو طالب مؤمن قريش ادعى فيه أن أبا طالب، عم النبي، مات على الإيمان.

تعرض منزله لإطلاق نار من قبل مجهولين، ووصول الرصاص لداخل منزله في 21 شعبان 1438/ 17 مايو 2017 .

## مؤلفاته
- أبو طالب مؤمن قريش، 1961 [12]
- أدواؤُنا، 1977
- ذكرى الإمام أبو الحسن الخنيزي، 1951
- ذكرى الزعيم أبو عبد الكريم الخنيزي، 1954
- ضوء في الظل، 1977
- زهرات، شعر، 2000
- مداميكُ عقديَّة، 1987
- نسيم وزوبعة، 1977
- ثمرات الأسباب للشيخ علي آل عبد الجبار
- دلائل الأحكام في شرح شرائع الإسلام لوالده
- صور من الحياة
- ابن المقرب الثائر الثوري
- الحركات الفكرية في القطيف، 2002
- المرأة بنظرة إسلامية
- الصلاة والصيام في السفر
- لا إكراه
- ألق من الذكرى، 1999
- سلسلة قطاف المسجد، صدر منها أربعة عشر مجلدًا، 1999-2000